# Nemanice
Nemanice (německy Wassersuppen) jsou obec v západní části okresu Domažlice v Plzeňském kraji. Nachází se pod hřebenem Haltravy (882 metrů), který je odděluje od zbytku českého území. Území odvodňuje Nemanický potok, patřící do povodí Dunaje. Obec leží 21 kilometrů západně od okresního města Domažlice. V prostoru bývalé vesnice Lísková se nacházel česko-německý hraniční přechod Lísková/Waldmünchen (otevřený v roce 1990). Žije zde 285 obyvatel.

## Historie, zajímavosti a památky

### Historie obce
Vesnice byla založena z podnětu města Domažlice kolem roku 1591. Tehdy se tam usídlili čtyři čeští hospodáři a novou ves pojmenovali Loužnice. V 17. století dochází k německé kolonizaci. Ve vesnici byla v provozu sklárna. Zemědělství se nedařilo a obec byla chudá. Němečtí kolonisté dali obci německé jméno Wassersuppen (Vodové polévky). V letech 1781–1784 byl v obci vystavěn barokní kostel sv. Jana Nepomuckého. V 19. století, za průmyslové revoluce, obec začala díky průmyslové výrobě bohatnout. Byly postaveny nové továrny – např. sirkárna, továrna na staniol a kovové zátky, výroba zrcadel. V roce 1930, před nástupem Adolfa Hitlera k moci v Německu, měly Nemanice a jejich přidružené osady 1921 obyvatel s 326 domy. Druhá světová válka vývoj Nemanic zastavila.

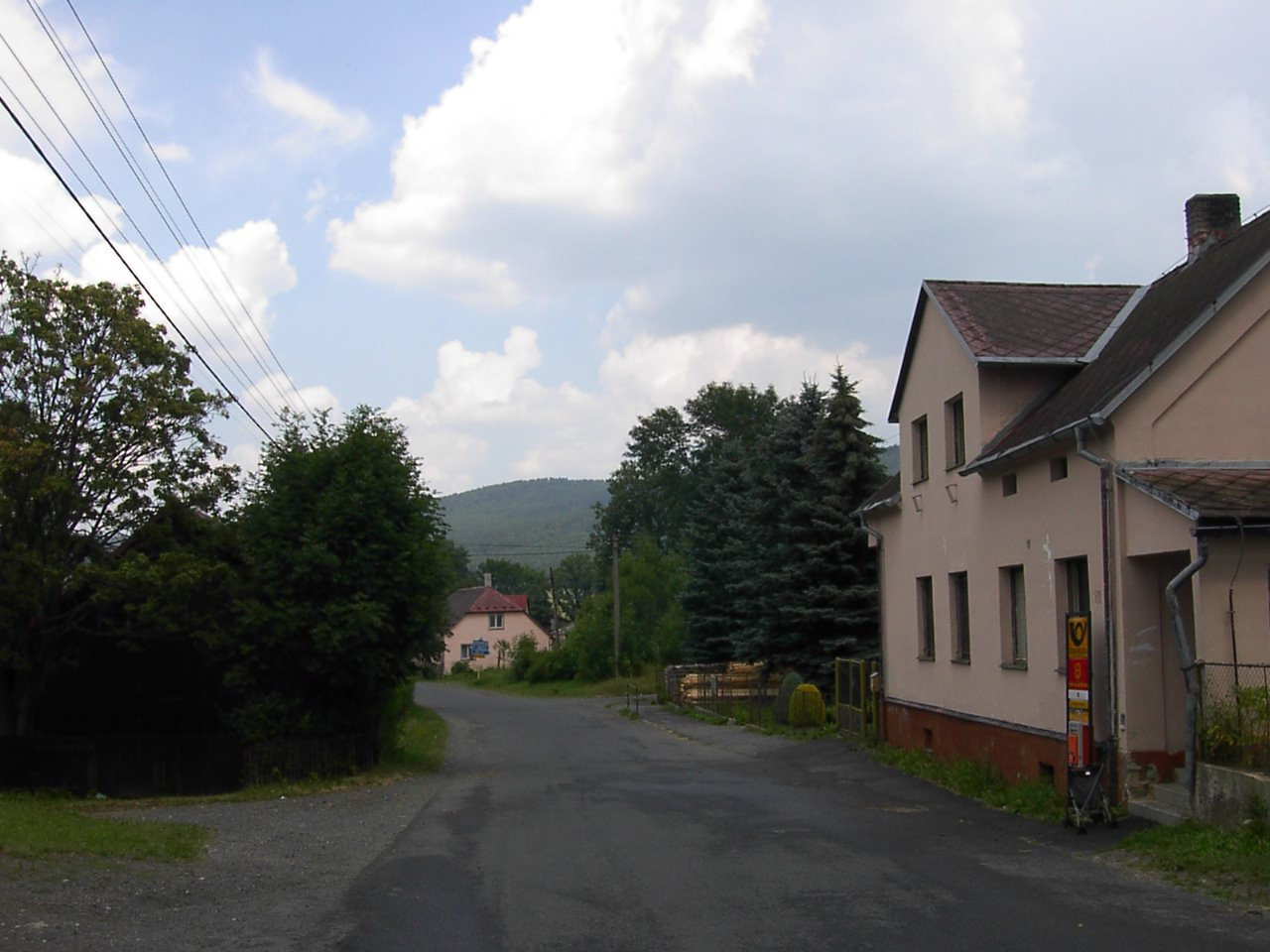
Pošta v Nemanicích

Po roce 1945 bylo místní německé obyvatelstvo odsunuto a obec i se svými částmi se skoro úplně vylidnila. Po roce 1946 byla obec dosídlena. Původního počtu obyvatel Nemanice ale již nikdy nedosáhly. V padesátých letech 20. století bylo kvůli Železné oponě (procházející také hranicí ČSSR a SRN) zřízeno přísně střežené hraniční pásmo. V obci se natrvalo ubytovali příslušníci pohraniční stráže s rodinami, postupně se sem také stěhovaly romské rodiny. Nemanice byly tak skoro na dalších 40 let téměř uzavřenou obcí, kam byl přístup pouze na povolení hraniční stráže. Za socialismu veškeré původní průmyslové podniky v obci zanikly a občané od té doby museli dojíždět za prací do větších sídel (např. do Klenčí pod Čerchovem nebo do Domažlic). Postupně bylo v Nemanicích zbouráno velké množství původních domů a nahrazeno tehdy moderní bytovou výstavbou (betonové bytové domy). V sedmdesátých a osmdesátých letech 20. století byla nově vystavěna prodejna potravin JEDNOTA a budova MNV (dnešní obecní úřad). Po sametové revoluci v roce 1989 dochází k otevření hranic. V prosinci 1989 byla zahájena likvidace „Železné opony“, o rok později byl zřízen nový hraniční přechod v Lískové.
Těžko říci, zda ustálené spojení „Pán z Nemanic“ opravdu souvisí s touto obcí, nebo zda to je pouhá shoda jména s lidovou tvořivostí.

### Zajímavosti v obci

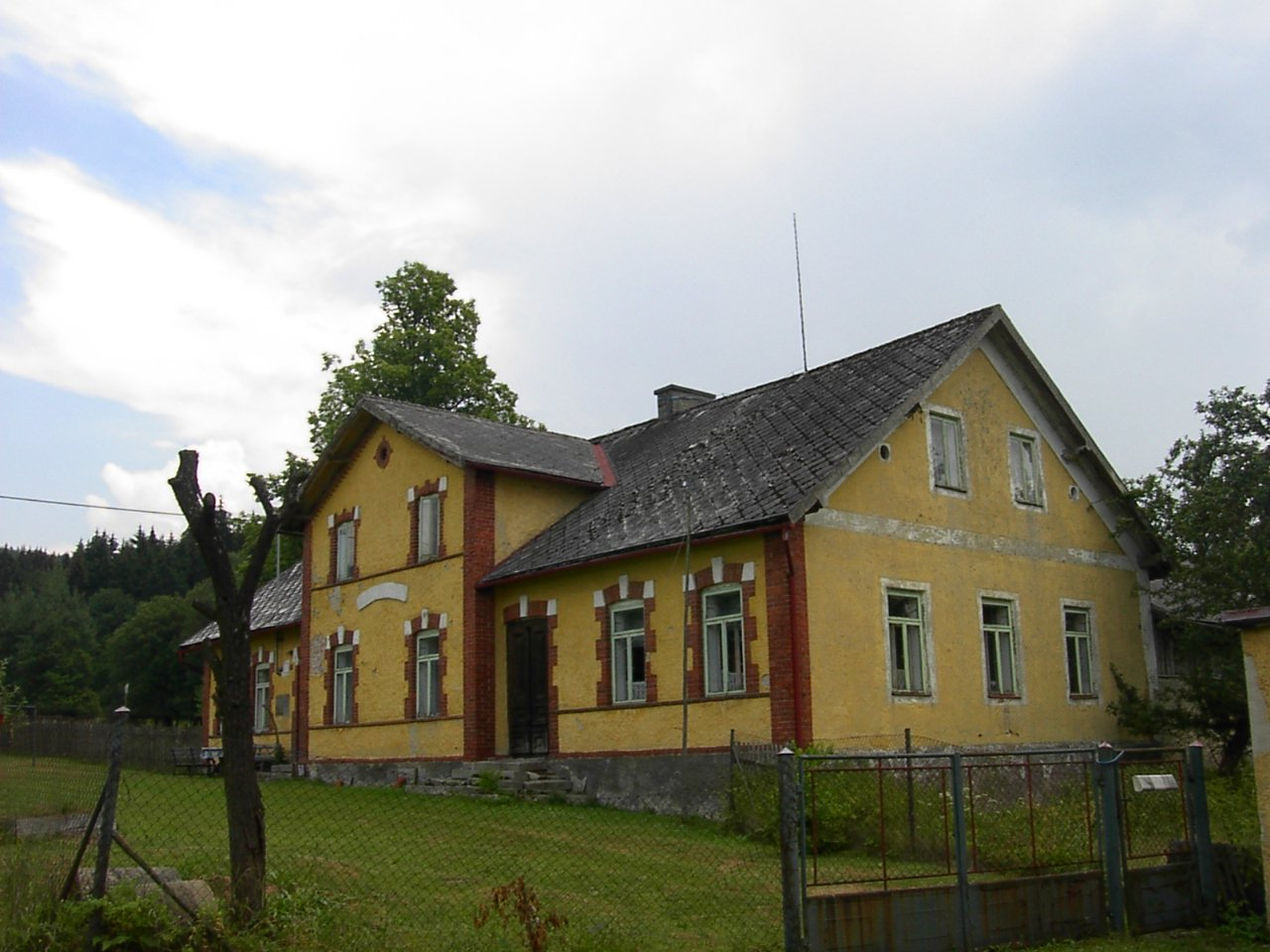
Hostinec v Staré Huti, chybně označený jako plánované nádraží

V Nemanicích a jejich okolí můžeme stále ještě pozorovat zbytky původního německého osídlení. Velkou zajímavostí je údajná budova železničního nádraží na Staré Huti, která byla ale hostinec. Za druhé světové války totiž Nemanice nebyly součástí Protektorátu Čechy a Morava, ale byly „natrvalo“ začleněny do Německé říše. Tehdy se plánovalo prodloužení německé železniční tratě Cham – Waldmünchen přes Nemanice až do Poběžovic. Proto byla předem vystavěna železniční stanice se záměrem, že se k ní v blízké budoucnosti postaví i koleje. Pak ale přišel obrat ve válce a Německo mělo jiné priority než stavbu železniční infrastruktury. Trať nebyla dostavěna ani za socialismu a v současnosti tento projekt již úplně upadl v zapomnění.

## Současnost a vzhled obce
Otevření hranic v roce 1989 přineslo obci své klady i zápory. Jednoznačným kladem je např. oprava místního kostela a možnosti rozvoje turistického ruchu. Otevření hranice ale mělo i odvrácenou stranu. V 90. letech byly v obci postupně zřízeny tři veřejné domy – Maxim, Piko a Eso. Blízkost hranice také přilákala vietnamské obchodníky, kteří poblíž hraničního přechodu Lísková zřídili velkou tržnici. Nezaměstnanost obyvatel postupně vzrostla až nad 15 %. Kvůli nerentabilitě byla zrušena základní i mateřská škola a děti musejí dojíždět do Klenčí pod Čerchovem. Kromě kostela a nových středisek obslužné sféry (nočních klubů) se obec od pádu režimu příliš nezměnila. Mnoho domů je stále zchátralých. Velmi viditelná je také početná romská komunita.

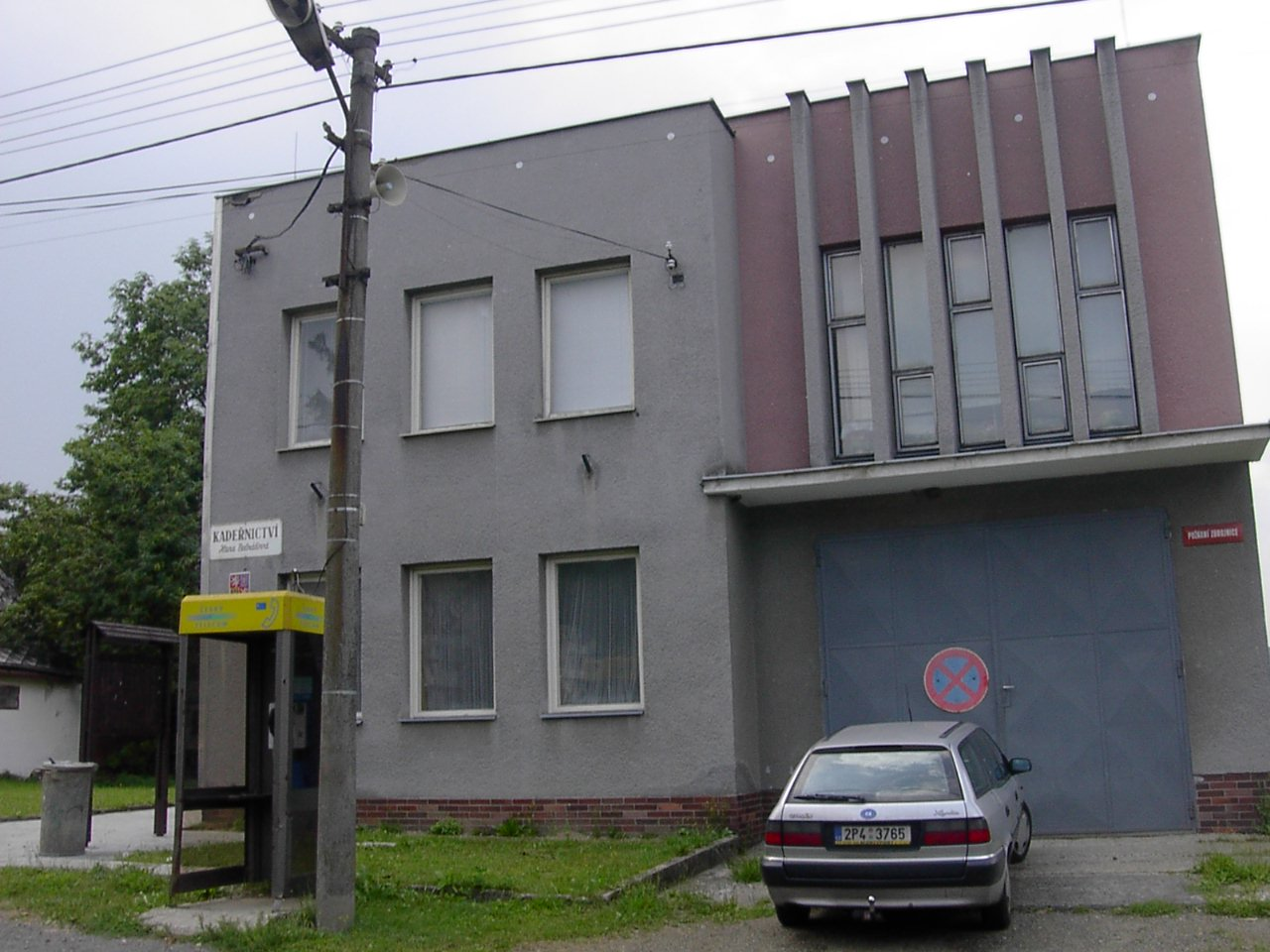
Obecní úřad

Dnes najdeme v Nemanicích knihovnu, kadeřnictví, prodejnu potravin a hostinec. Zaveden je vodovod a kanalizace, obec má Sbor dobrovolných hasičů.

## Statistiky

### Obyvatelstvo
Podle údajů ze SLDB 2001 žilo v obci 330 obyvatel. 88,4 % občanů se tehdy přihlásilo k české národnosti, 5,8 % k národnosti slovenské, 1,2 % k národnosti ukrajinské a 0,6 % k národnosti romské.
Nejnovější demografické údaje udávají v Nemanicích 17,3 % podíl dětí do 15 let vyjma.

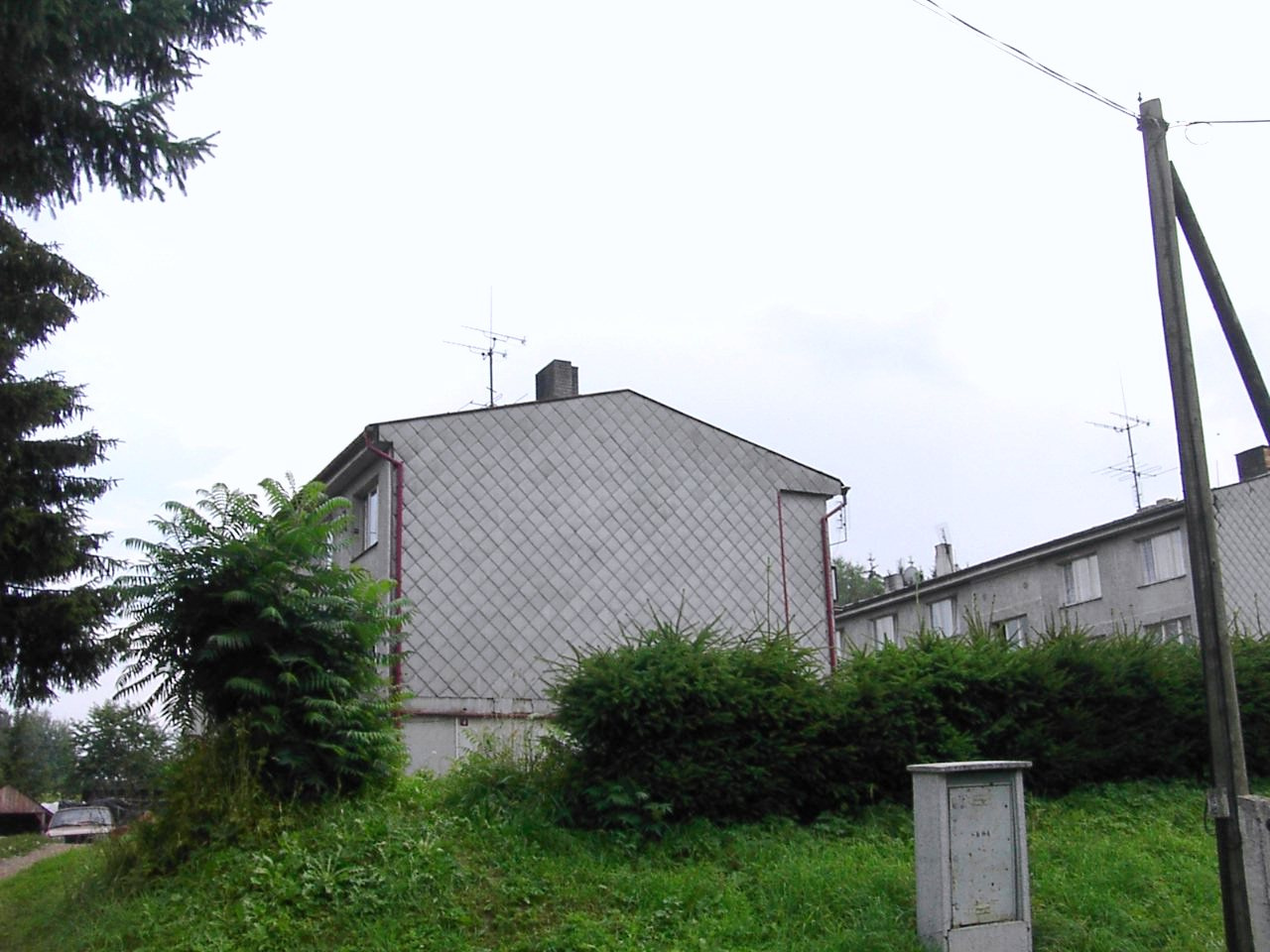
Bytovky v Nemanicích

V roce 2001 bylo v obci jenom 17,3 % obyvatel věřících.
| Rok            | 1869  | 1880  | 1890  | 1900  | 1910  | 1921  | 1930  | 1950 | 1961 | 1970 | 1980 | 1991 | 2001 | 2011 | 2021 |
| -------------- | ----- | ----- | ----- | ----- | ----- | ----- | ----- | ---- | ---- | ---- | ---- | ---- | ---- | ---- | ---- |
| Počet obyvatel | 3 826 | 3 889 | 3 863 | 3 668 | 3 771 | 3 447 | 3 057 | 364  | 344  | 398  | 386  | 344  | 330  | 330  | 235  |
| Počet domů     | 381   | 419   | 424   | 447   | 452   | 456   | 493   | 242  | 76   | 76   | 78   | 89   | 89   | 89   | 104  |

### Zaměstnanost
Při sčítání lidu bylo v obci napočítáno celkem 175 ekonomicky aktivních obyvatel. Nezaměstnanost dosahovala nadprůměrných hodnot - 17,1 %.
Největší podíl pracujícího obyvatelstva byl zaměstnán v zemědělství a lesnictví (33,7 %). Následovaly tyto obory: průmysl (24,6 %), veřejná správa,obrana a soc. zabezp. (10,3 %) , obchod (4,6 %), stavebnictví (4 %) a doprava, pošta, komunikace (4 %).

### Domy
V Nemanicích a jejich částech stálo v roce 2001 celkem 89 domů. 69 (77,5 %) z nich bylo obydlených. Z tohoto počtu bylo 63 domů rodinných a 6 bytových.

### Katastr
Nemanice se rozkládají na ploše 3837 hektarů. 69,0 % plochy obce zabírají lesy. Zemědělská půda zaujímá celkem 22,2 % plochy, z čehož největší část zaujímají louky a pastviny. Pouhých 0,3 % katastru jsou zastavěné plochy.

## Obecní správa

### Členění obce
- k. ú. Nemanice
  - část Nemanice (rozkládá se i na k. ú. Lučina u Nemanic a Mýtnice)
  - část Nová Huť – ves dva kilometry severně od Nemanic. V roce 1666 tam byla založena sklárna, která pracovala ještě v roce 1838.
  - část Stará Huť – ves ležící v údolí, dva kilometry východně od Nemanic. Zdejší sklárna byla v roce 1709 z důvodu stížností chodských občanů zrušena.
- k. ú. Lísková u Nemanic
  - část Lísková – bývalá obec při hlavní silnici z Waldmünchenu do Klenčí pod Čerchovem. Vznikla kolem roku 1600. K Čechám vesnice připadla v roce 1708. Zanikla po konci druhé světové války. Po vzniku hraničního přechodu v roce 1990 se zde „usídlili“ vietnamští trhovci. V sezóně stánek s občerstvením.
  - část Nemaničky – zanikající ves asi kilometr jižně od centra Nemanic. Byla založena v 18. století pro dělníky skláren a hamru.
- k. ú. Lučina u Nemanic – zaniklá pohraniční ves (německy Grafenried) prvně uváděná v roce 1282. K Čechám připojena až v roce 1764. V roce 1930 měla ještě 244 obyvatel, z čehož 14 Čechů. Zanikla po druhé světové válce.
- k. ú. Mýtnice – zaniklá ves, která byla až do roku 1764 (do připojení Lučiny) na zemské hranici. Své jméno dostala podle výběru mýta. V roce 1930 zde žilo 188 obyvatel. Zanikla po druhé světové válce.
- k. ú. Novosedly u Nemanic
  - část Novosedly
  - část Novosedelské Hutě – jediná část obce s trvalým obyvatelstvem, která má autobusové spojení. Leží na úpatí Haltravy dva kilometry severně od Nemanic.

### Obecní symboly
Znak a vlajka byly obci uděleny rozhodnutím předsedy Poslanecké sněmovny Parlamentu České republiky dne 5. října 2004.

## Doprava
Nejvýznamnější komunikací na území obce je silnice II/189, která vede z Draženova přes Klenčí pod Čerchovem na hraniční přechod Lísková. Z této silnice se v Lískové odpojuje silnice III. třídy, která se v Nemanicích větví do Staré Hutě, Novosedelských Hutí a Novosedel.

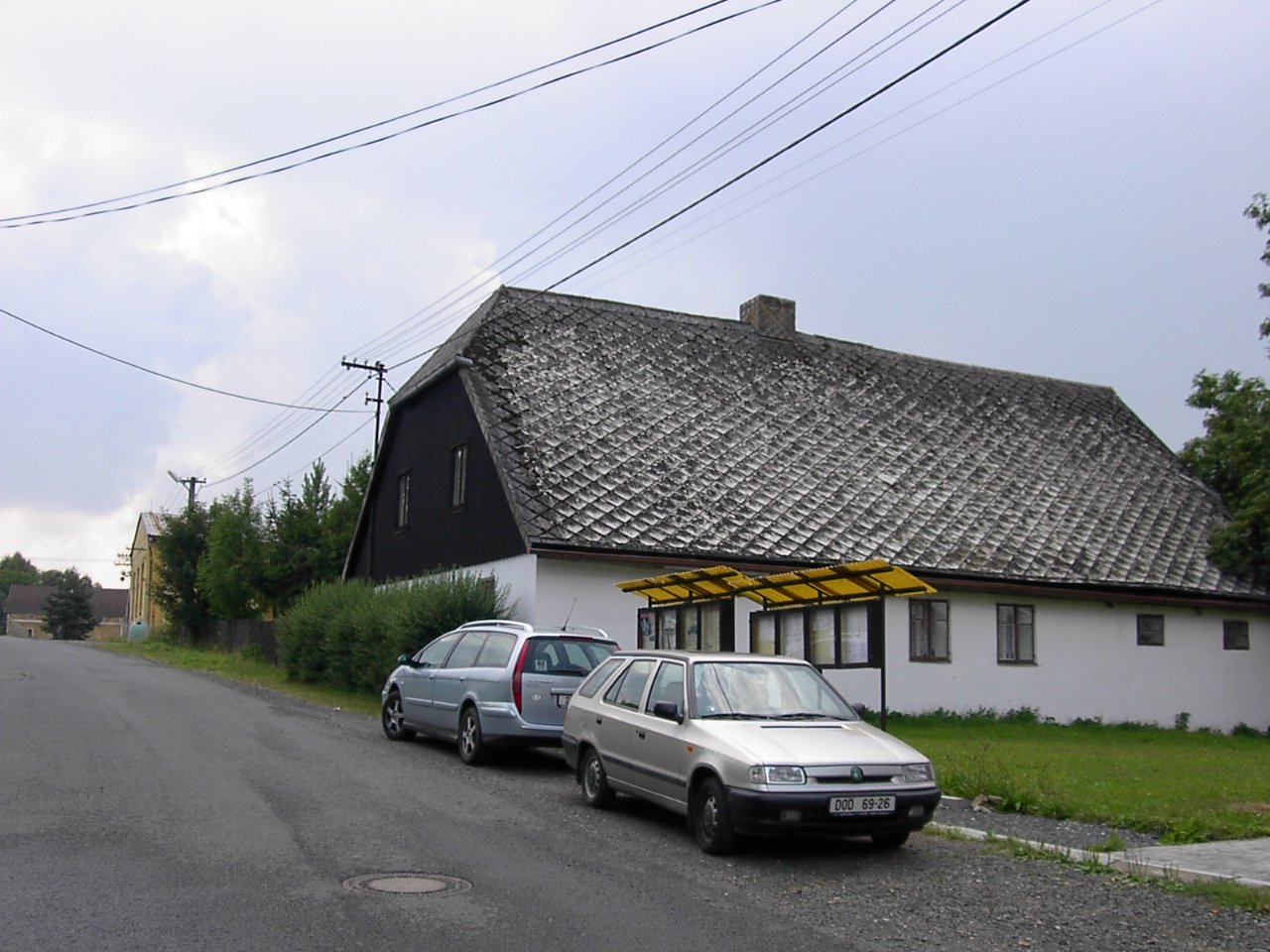
Nemanice jsou vesnice ulicového typu. Většina domů ve vesnici je u hlavní silnice.

Železniční doprava v obci neexistuje, přestože tam najdeme již zmíněné železniční nádraží. Nejbližší funkční železniční stanici najdeme v Německu ve Waldmünchenu, osm kilometrů jižně od obce. Nejbližší česká železniční zastávka je v Trhanově (12 km).
Autobusovou dopravu zajišťují 4 páry spojů místní linky Novosedelské Hutě - Domažlice, kterou provozuje domažlická provozovna ČSAD Plzeň. Tato linka jezdí jen v pracovní dny. Na nemanickém území má tato linka 4 zastávky - Novosedelské Hutě, Nemanice II., Nemanice I. a Lísková.

## Volby 2006
| Strana | Počet hlasů | Procent |
| ------ | ----------- | ------- |
| ČSSD   | 34          | 32,69   |
| KSČM   | 32          | 30,76   |
| ODS    | 18          | 17,30   |
| SZ     | 6           | 5,76    |
| SNK-ED | 3           | 2,88    |

## Pamětihodnosti
Barokní kostel svatého Jana Nepomuckého – stavba pochází z let 1781–1784. Kostel byl vystavěn pod patronací rodu Stadionů. Za socialismu kostel chátral a několikrát bylo uvažováno i o jeho demolici. Naštěstí ale přišel rok 1989 a otevření hranic a rekonstrukce stavby se ujali původní obyvatelé Nemanic – Němci. Oprava byla zahájena v roce 1991 a trvala skoro pět let. Dnes je kostel opět chloubou obce a občas se v něm konají bohoslužby.